# Porta Sisi
Porta Sisi, anticamente denominata anche Porta Ursicina, Sisina, Ausisna, Cisa e, in epoca moderna, Porta Mazzini, è una delle quattro porte storiche della città di Ravenna ed è, con Porta Adriana, Porta San Mamante e Porta Nuova, in uso ininterrottamente dal momento della sua erezione.
Prima porta della città a carattere monumentale, Porta Sisi era la via d'accesso dalla quale l'arcivescovo, appena nominato dal Pontefice, entrava per la prima volta in città per prendere possesso della diocesi, secondo un rituale che si fa risalire ai tempi dell'Esarcato.
L'edificio mette in connessione via Mazzini e via Castel San Pietro, e si configura quindi, assieme all'attigua Porta San Mamante (o Porta San Mama), come principale via di comunicazione tra il centro storico della città e il Borgo San Rocco. La grande prossimità tra Porta Sisi e Porta San Mama è dovuta probabilmente alla necessità di un accesso ad entrambe le sponde del fiume Padenna, affluente del Po tombato nel XV secolo, che attraversava Ravenna da nord a sud; in particolare, via Mazzini era l'argine orientale del fiume.

## Origine del nome
L'origine del toponimo è controversa: secondo una prima ipotesi, la denominazione del fabbricato deve la sua origine alla corruzione dialettale del nome di due figure storicamente attestate della Ravenna tardoantica, san Ursicino martire discepolo di sant'Apollinare e Ursicino, arcivescovo della città nel VI secolo.
La seconda interpretazione mette in connessione l'edificio con la via che, partendo proprio dalla porta, connetteva la città con il borgo di Sarsina.
Altra possibile derivazione, avanzata tra gli altri da Primo Uccellini, fa derivare la denominazione da una certa madonna Sisa (o Scisa), moglie di Rinaldo de'Maltagliati. Un'ulteriore ipotesi connette, infine, la Porta con Papa Sisto V.
La denominazione attuale comunque si è affermata a partire dal XVII. secolo.

## Storia

### Origini
Di origine probabilmente tardomedievale, non è citata dall'Agnello tra le porte facenti parte della cinta muraria eretta dall'Imperatore Valentiniano III, ed è per la prima volta attestata sulle fonti nel 960, ma la sua origine è da considerarsi antecedente. Era anticamente affiancata da una torre, della quale non permane traccia documentale già dall'inizio del Cinquecento.
A seguito della prima diversione dei fiumi della città, scorreva davanti a Porta Sisi il fiume Ronco che, insieme al Montone, cingeva la città e che è stato causa di numerose catastrofiche inondazioni, la più grave delle quali avvenuta nel 1636. La porta era quindi corredata da un ponte, al fine di consentire l'ingresso in città.
Durante la dominazione veneziana di Ravenna fu messa in atto una profonda riorganizzazione della cinta difensiva della città, dalla quale derivò la costruzione della Rocca Brancaleone e che portò alla muratura di gran parte delle porte e pusterle che punteggiavano le mura di epoca romana e medievale. Porta Sisi fu invece restaurata nell'anno 1443, ma già nel 1485 le fonti annotano che l'edificio subì dei crolli parziali.

### Restauri cinque-seicenteschi e interventi successivi

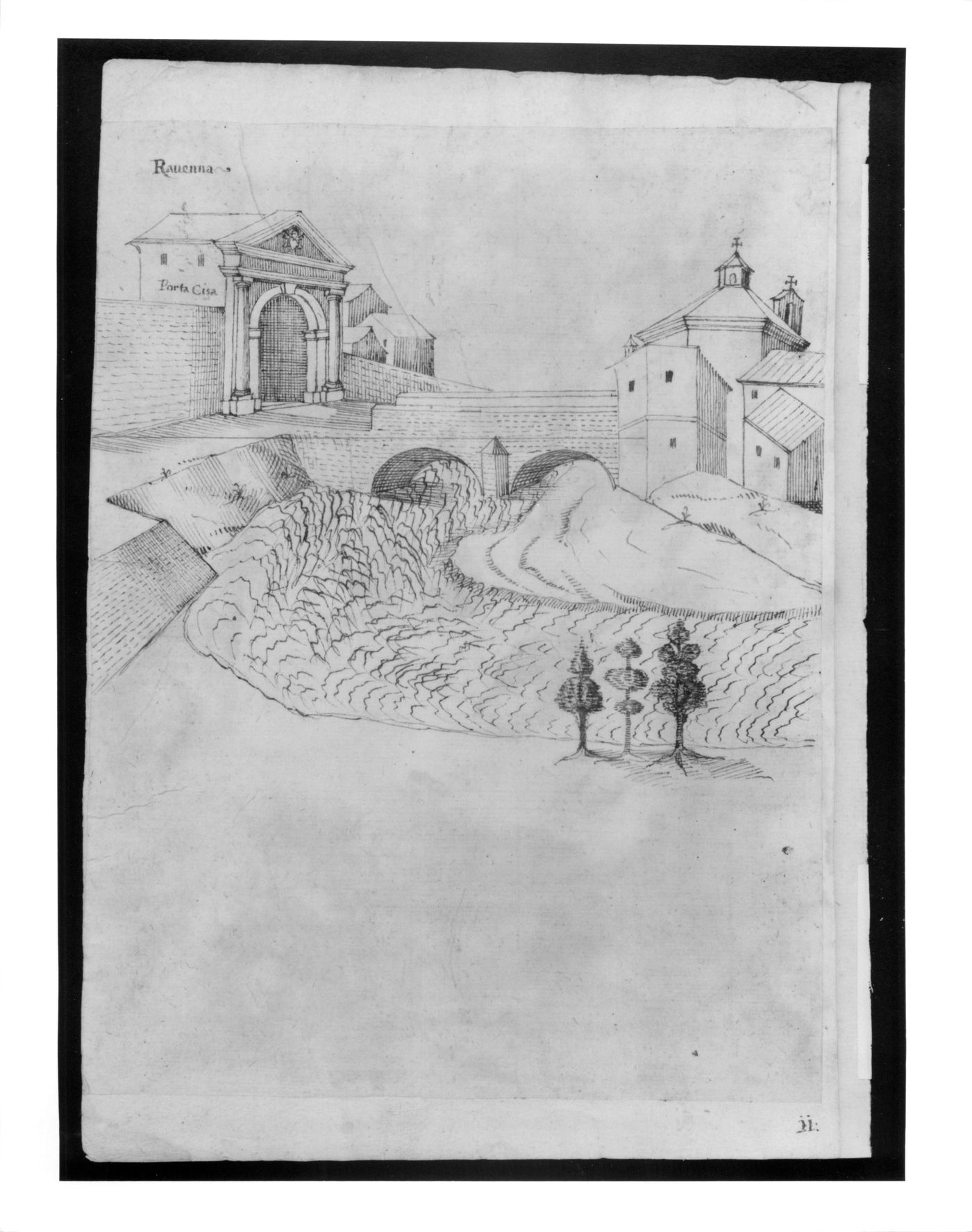
Porta Sisi e il ponte sul Ronco. Disegno di Luca Danesi

La seconda parte del XVI secolo, a seguito della nascita della Legazione di Romagna, vede Ravenna giovarsi di un momento di radicale rinnovamento urbanistico ed architettonico. Legati quali Bonifazio Caetani (al quale i ravennati dedicarono la colonna eretta in Piazza dell'Aquila), Domenico Rivarola, Giovanni Stefano Donghi e Francesco Barberini furono i committenti di opere quali Palazzo del Legato (oggi Prefettura) Palazzo Lovatelli e Palazzo Osio (odierno Palazzo Guiccioli). In questa fase è avviato e completato il restauro di quasi tutte le porte storiche superstiti, da Porta Adriana a Porta Serrata e a Porta Nuova. Anche Porta Sisi può beneficiare di questo rinascimento architettonico e, anche in conseguenze dei danni sopraccitati, nel 1568 viene avviata la ricostruzione del fabbricato, restauro voluto dal vescovo Monte Valenti, che ricoprì la carica di Presidente della Romagna tra il 1567 e il 1573; la realizzazione dell'opera è attribuita a Galeazzo Alessi.
In questo periodo, in prossimità di Porta Sisi e Porta Adriana, sorgono i borghi omonimi, all'epoca abitati dai ceti popolari contadini. Borgo San Rocco perderà la denominazione Borgo Sisi per assumere quella attuale a partire dal 1631, anno in cui, su incarico dell'arcivescovo Cristoforo Boncompagni, viene ricostruita la Chiesa di San Rocco.
Nel 1649, su indicazione dal Cardinale Alderano Cybo-Malaspina, legato pontificio della Provincia Romandiolæ tra il 1648 e il 1651, Porta Sisi beneficia di un ulteriore restauro, che conferisce la struttura attuale al fabbricato.
Viene inoltre costruito un nuovo ponte in muratura sul fiume Ronco, su progetto dell'architetto Luca Danesi. La struttura, divenuta obsoleta dopo la diversione dei fiumi Ronco e Montone e la loro confluenza nei Fiumi Uniti, viene definitivamente abbattuta nel 1770.
Porta Sisi perde nei secoli successivi la sua funzione difensiva e diviene parte integrante della cinta daziaria della città;  sulla strada omonima (odierna via Mazzini) infatti sorgeva, fino alla sua abolizione nel 1906, l'Ufficio per la riscossione dei dazi d'introduzione, presso l'odierno Palazzo Lovatelli Dal Corno.

## Descrizione

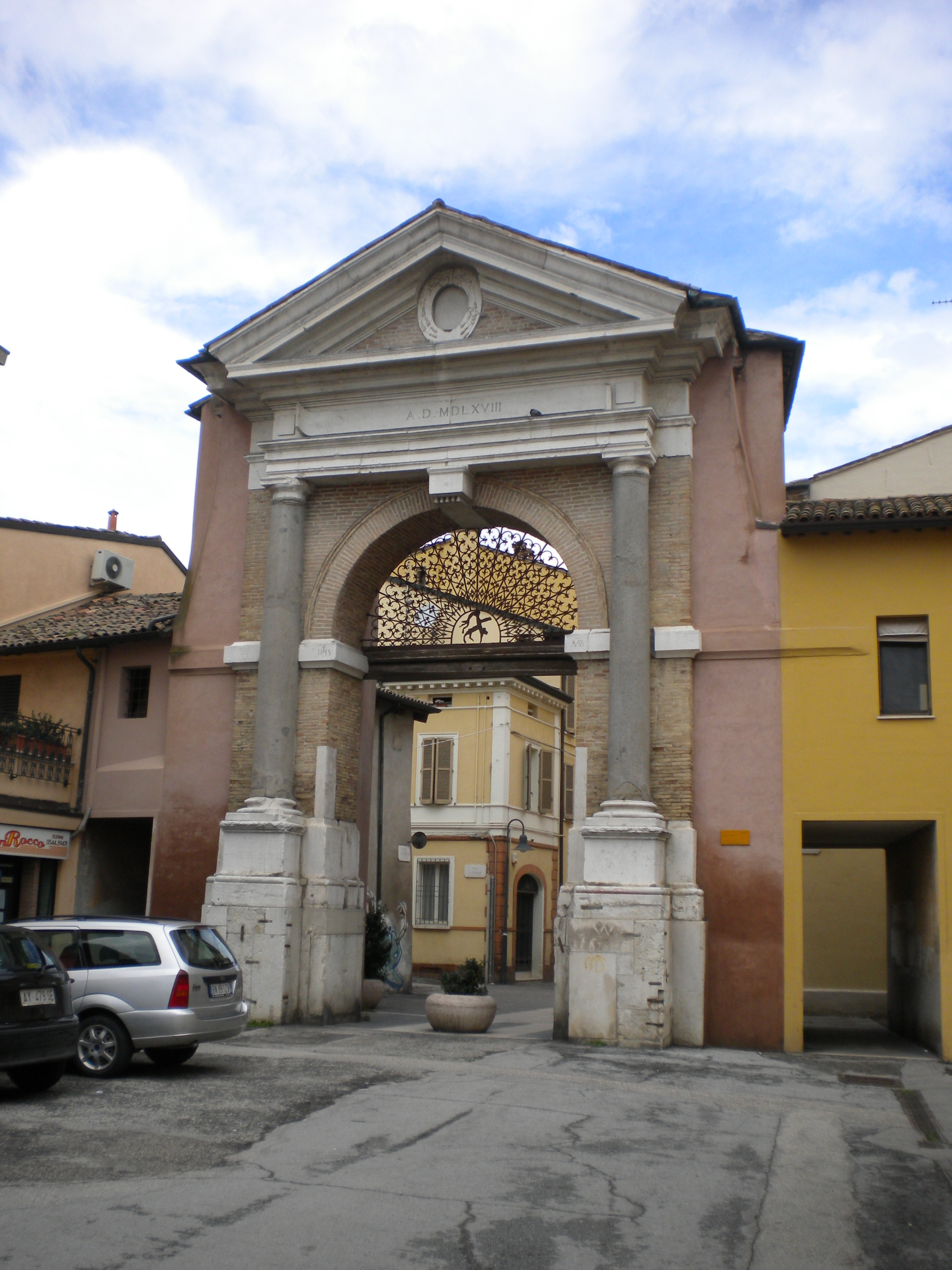
Porta Sisi. Vista frontale da Via Castel San Pietro

Porta di ordine dorico con piedritti in muratura e colonne di granito bruno di Assuan di recupero, capitelli di ordine tuscanico, che sorreggono una trabeazione ad architrave sulla quale è posto un timpano di forma triangolare.
A seguito del restauro seicentesco la porta era adornata da iscrizioni su ambo i lati, oggi non più visibili. Infatti, durante il periodo nel quale le Legazione di Romagna entrò a far parte della Repubblica Cisalpina (1797-1815) furono cancellate tutte le vestigia degli interventi ecclesiastici precedenti: dal timpano del frontone e dal lato rivolto verso la città furono asportate le iscrizioni e lo stemma del Cardinal Cybo. Di quest'ultimo oggi permangono soltanto il cappello cardinalizio e i fiocchi annodati scolpiti in bassorilievo sul timpano.
In basso sul frontone è presente l'iscrizione recante la data della ricostruzione (1568, ma effettivamente eseguito nel 1569), probabilmente apposta nello stesso periodo.
Nel 1885 fu posta la lunetta in ferro battuto a raggiera raffigurante San Vitale a cavallo, proveniente dal monastero benedettino di San Vitale, attiguo alla Basilica, oggi sede del Museo nazionale di Ravenna.
Negli anni '40 del XX secolo viene aperto il passaggio pedonale, che completa l'attuale configurazione della porta.